# Onesia kowarzi
Onesia kowarzi är en tvåvingeart som beskrevs av Villeneuve 1920. Onesia kowarzi ingår i släktet Onesia och familjen spyflugor. Inga underarter finns listade i Catalogue of Life.